# Luis Méndez (bokser)
Luis Hugo Méndez Pintos (ur. 1 grudnia 1969) – urugwajski bokser.
Uczestniczył w Letnich Igrzyskach Olimpijskich, w 1992 roku, przegrał w pierwszej rundzie w wadze średniej z Ricardo Aranedą.